# Eletica sticheli
Eletica sticheli es una especie de coleóptero de la familia Meloidae.

## Distribución geográfica
Habita en Tanganica (África).